# زينالروثورن
زينالروثورن (بالإنجليزية: Zinalrothorn)‏ هو أحد جبال سلسلة جبال الألب بينيني ويقع في كانتون فاليز في سويسرا. يحتل المرتبة رقم 9 في قائمة جبال سويسرا من حيث الارتفاع، إذ يبلغ ارتفاعه حوالي 4221 متر، بينما يبلغ ارتفاع نتوء الجبل 490 متر، هذا وقد سجل أول وصول لقمة الجبل عام 1864.